# Supercoppa olandese 2016 (pallavolo maschile)
La Supercoppa olandese 2016 si è svolta il 2 ottobre 2016: al torneo hanno partecipato due squadre di club olandesi e la vittoria finale è andata per la seconda volta consecutiva al Lycurgus.

## Regolamento
Le squadre hanno disputato una gara unica.

## Squadre partecipanti
| Squadra  | Qualificazione                                                  | Ultima partecipazione    |
| -------- | --------------------------------------------------------------- | ------------------------ |
| Lycurgus | Vincitrice Eredivisie 2016-2017/Coppa dei Paesi Bassi 2016-2017 | Supercoppa olandese 2015 |
| Zwolle   | Finalista Coppa dei Paesi Bassi 2016-2017                       | Supercoppa olandese 2015 |

## Torneo
| 2 ottobre 2016 SaZa Topsporthal, Doetinchem Durata: ? - Spettatori: ? | Lycurgus | 3 - 0 | Zwolle | 25-16, 25-13, 25-16 |